# Téntol
Téntol és un programa de ràdio emès a IB3 Ràdio d'entreteniment i divulgació sobre el patrimoni lingüístic de les Balears. El dirigeix la periodista Margalida Mateu.
El programa s'emet de dilluns a divendres de 15 h a 18 h. En la primera hora de programa hi ha un concurs en viu en què s'enfronten dos jugadors que han de contestar preguntes de cultura general, llengua i desafiaments. Seguidament hi ha una taula de redacció amb les notícies del dia i, finalment, hi ha un espai de col·laboradors i entrevistes.
El programa serveix per donar a conèixer la riquesa lingüística i patrimoni de llengua, actualitat i cultura de les Illes Balears.